# Leschenaultia nigricalyptrata
Leschenaultia nigricalyptrata är en tvåvingeart som först beskrevs av Macquart 1855.  Leschenaultia nigricalyptrata ingår i släktet Leschenaultia och familjen parasitflugor. Inga underarter finns listade i Catalogue of Life.